# 拳銃無宿 脱獄のブルース
『拳銃無宿 脱獄のブルース』（けんじゅうむしゅく だつごくのブルース）は、1965年12月4日に公開された日本映画である。製作・配給は日活。監督は森永健次郎。主演は渡哲也。

## あらすじ
ヤクザの武原圭之助に拾われて育てられた佐賀達治と郷田剛。成長した達治はヤクザたちから恐れられる拳銃使いとなったが、裏の稼業から足を洗って組の建設の仕事に就いていた。一方の剛は武原の下でナイトクラブのシノギを続け、夜の街の帝王となっていた。
表の仕事を地道にこなす達治であったが、武原と対立関係にある赤沢重蔵の清風会が仕掛けてきた高速道路工事の権利問題に巻き込まれる。達治の機転で一度は収まったかに見えたこの問題も、武原が狙撃されたことによってこじれ、赤沢をはじめとする関係者たちが武原の手で次々と殺されていく。挙げ句に、武原に代わって刑務所行きとなった剛までも命を狙われていることを知った達治は剛の脱獄に手を貸し、そして危機を救うために再び拳銃を手にする。

## キャスト
- 佐賀達次：渡哲也
- 一条由美子：松原智恵子
- 郷田剛：藤竜也
- 武原晴子：西尾三枝子
- チカ：浜川智子（浜かおる）
- 工藤：郷鍈治
- 刑事：弘松三郎
- 間島勇人：伊藤寿章（澤村昌之助）
- 赤沢重蔵：嵯峨善兵
- 曽根崎の子分：木浦佑三
- 五郎：玉村駿太郎
- 高津：中台祥浩
- 劉：天坊準
- 冒頭で襲うヤクザ：木島一郎
- 神崎の子分：神山勝
- 獄中で郷田を狙った囚人：杉江弘（杉山弘太郎）
- 山西：高野誠二郎
- サブ：前野霜一郎
- 看守：伊丹慶治
- 武原組組員：八代康次
- 赤沢組組員：英原穣二
- 武原組の倉庫の管理者：峰三平
- 宮松：久松洪介
- 刑事：宮原徳平
- 白井鋭
- 赤沢組組員：里実、晴海勇三、近江大介、久遠利三
- 曽根崎の子分：柴田新三
- 面会室の看守：東郷秀美
- 人夫：河瀬正敏
- 武原組組員：菊田一郎
- 武原を襲う刺客：平塚仁郎
- 藤井昭夫（藤井昭雄）
- 人夫：澄田浩介
- 赤沢組組員：赤司健介、式田賢一
- 刑事：三谷竜男（三谷忠雄）、松丘清司
- リエ：若葉めぐみ（椿麻里）
- 武原組使用人：深町真喜子（深町真樹子）
- 武原組組員：石火矢哲郎（村井健二）
- 赤沢組組員：有村道宏、溝口拳
- 振付：天宮輝
- 擬斗：高瀬将敏
- 武原圭之助：菅井一郎
- 曽根崎貫太郎：二本柳寛
- 大迫：小池朝雄

## スタッフ
- 監督：森永健次郎
- 脚本：星川清司、石森史郎
- 企画：仲川哲朗
- 原作：阿部啓三郎
- 音楽：渡辺宙明

## 同時上映
- 高原のお嬢さん